# Antanas Bezaras
Antanas Bezaras (* 1955 in Aban, Region Krasnojarsk, Russland) ist ein litauischer Politiker. Er ist Bürgermeister der Rajongemeinde Šiauliai.

## Leben
Seine Großeltern und Eltern wurden nach Sibirien deportiert.
Nach dem Abitur an der Mittelschule absolvierte Antanas Bezaras 1985 das Diplomstudium der Agronomie an der Lietuvos žemės ūkio akademija bei Kaunas.
1978–1994 arbeitete er als Agronom in der Fabrik Pavenčiai und stellv. Direktor. 1994–2000 war er Bauer. Von 2011 bis 2015 war er Vizebürgermeister und seit 2015 ist er erneut Bürgermeister der Rajongemeinde Šiauliai. Er wurde bei den Kommunalwahlen in Litauen 2015 und den Kommunalwahlen in Litauen 2019 gewählt.
Antanas Bezaras ist Mitglied der Lietuvos valstiečių partija.
Er leitete die Lietuvos mėsinių galvijų augintojų ir gerintojų asociacija (Verband).

## Ehrung
- Ehrenmitglied von Lietuvos agronomų sąjunga (LAS), 2015[1]

## Familie
Antanas Bezaras ist verheiratet und hat eine Tochter und einen Sohn.